# Eumorpha
Eumorpha är ett släkte av fjärilar. Eumorpha ingår i familjen svärmare.

## Dottertaxa tillEumorpha, i alfabetisk ordning[1]
- Eumorpha achemon
- Eumorpha adamsi
- Eumorpha ampelophaga
- Eumorpha analis
- Eumorpha anchemolus
- Eumorpha capronnieri
- Eumorpha cinnamomea
- Eumorpha cissi
- Eumorpha clotho
- Eumorpha crantor
- Eumorpha domingonis
- Eumorpha drucei
- Eumorpha eacus
- Eumorpha elisa
- Eumorpha excessus
- Eumorpha extinctus
- Eumorpha fasciatus
- Eumorpha fuscatus
- Eumorpha hesperidum
- Eumorpha hornbeckiana
- Eumorpha intermedia
- Eumorpha labruscae
- Eumorpha licaon
- Eumorpha linnei
- Eumorpha lycaon
- Eumorpha macasensis
- Eumorpha megaecus
- Eumorpha mirificatus
- Eumorpha neuburgeri
- Eumorpha obliquus
- Eumorpha orientis
- Eumorpha pallida
- Eumorpha pandion
- Eumorpha pandorus
- Eumorpha phorbas
- Eumorpha posticarius
- Eumorpha posticatus
- Eumorpha rosea
- Eumorpha satellitia
- Eumorpha strenua
- Eumorpha strigilis
- Eumorpha translineatus
- Eumorpha triangulum
- Eumorpha trigon
- Eumorpha tupaci
- Eumorpha typhon
- Eumorpha vini
- Eumorpha vitis

## Bildgalleri

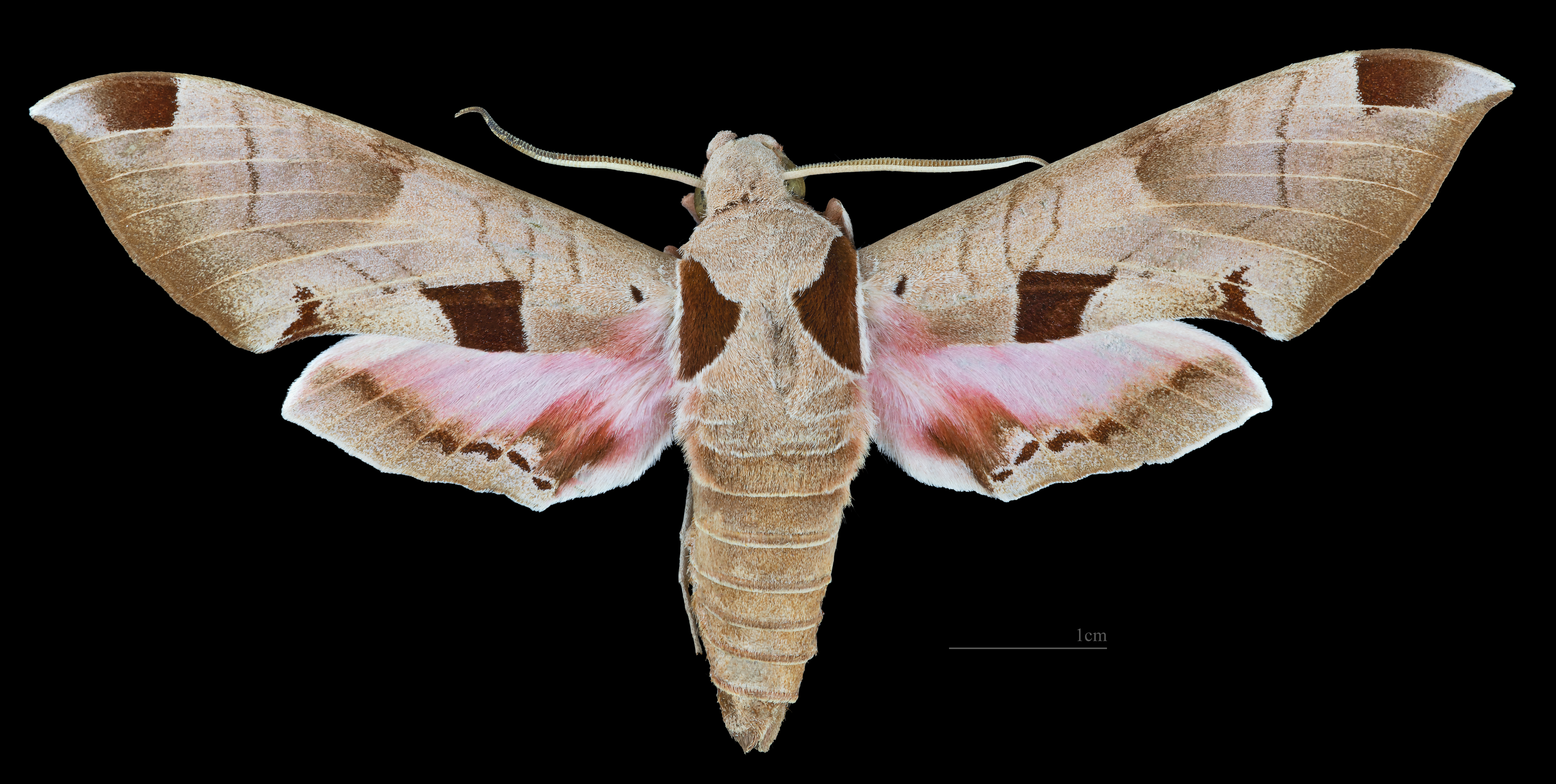
Eumorpha achemon
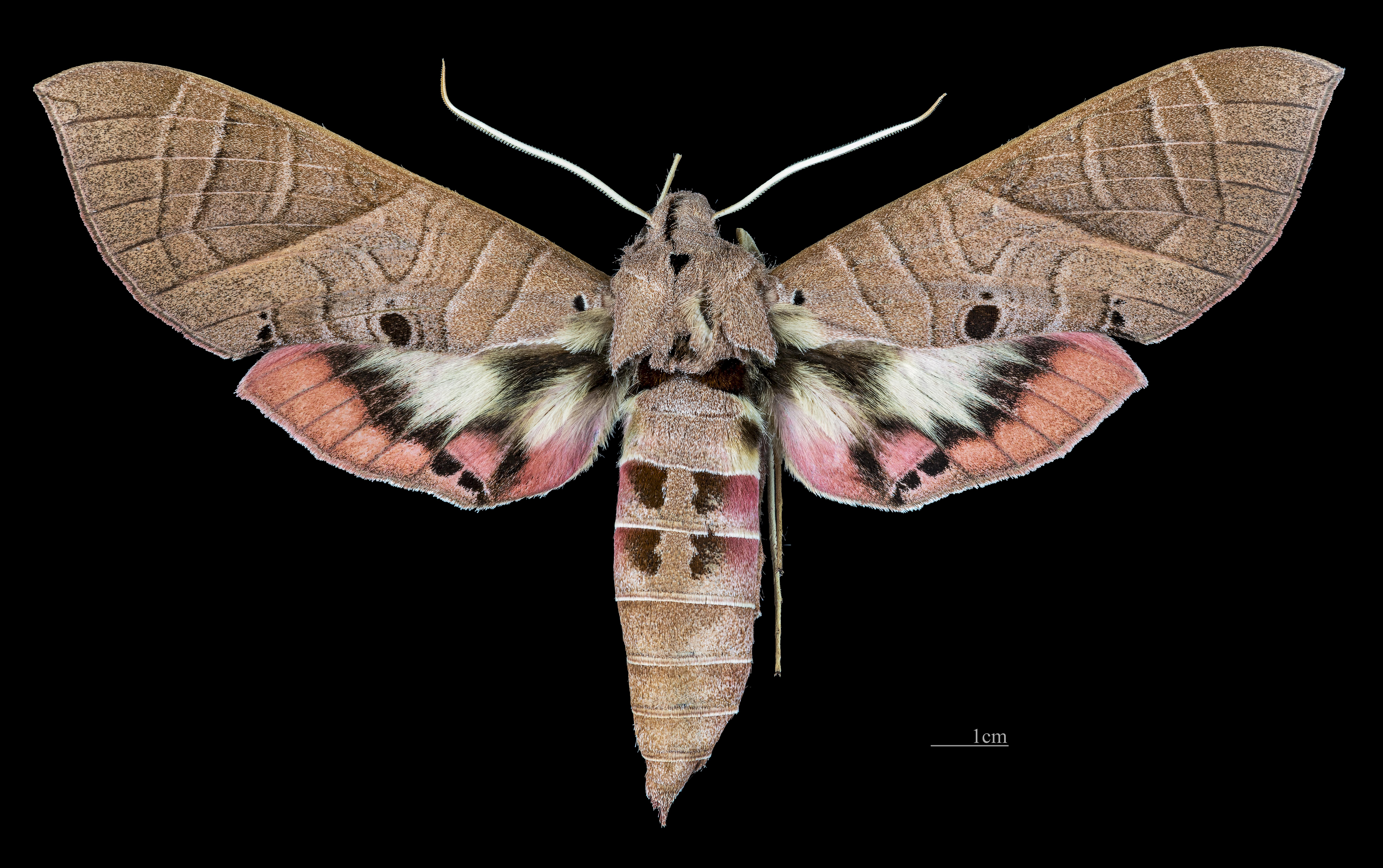
Eumorpha adamsi
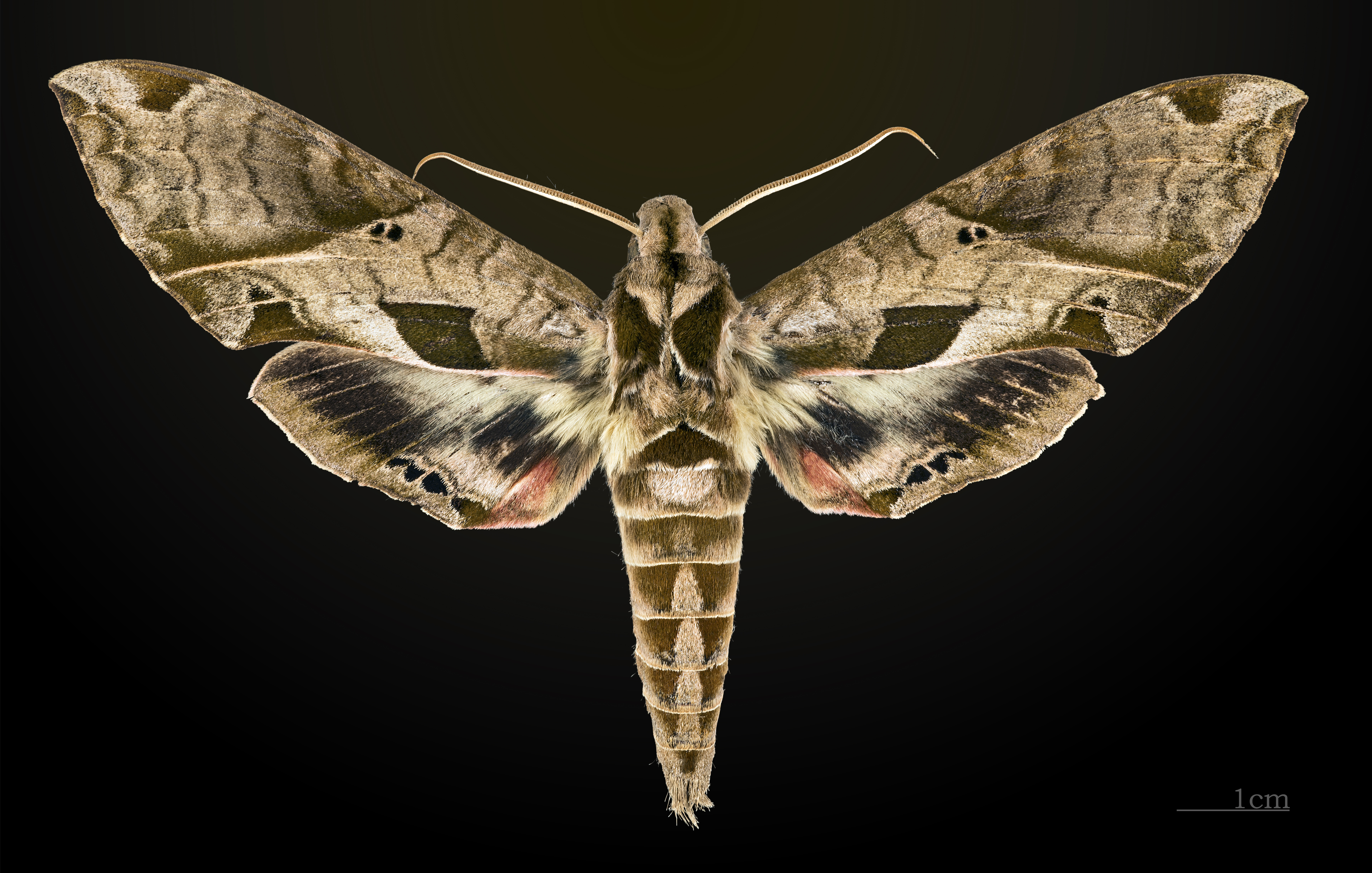
Eumorpha analis
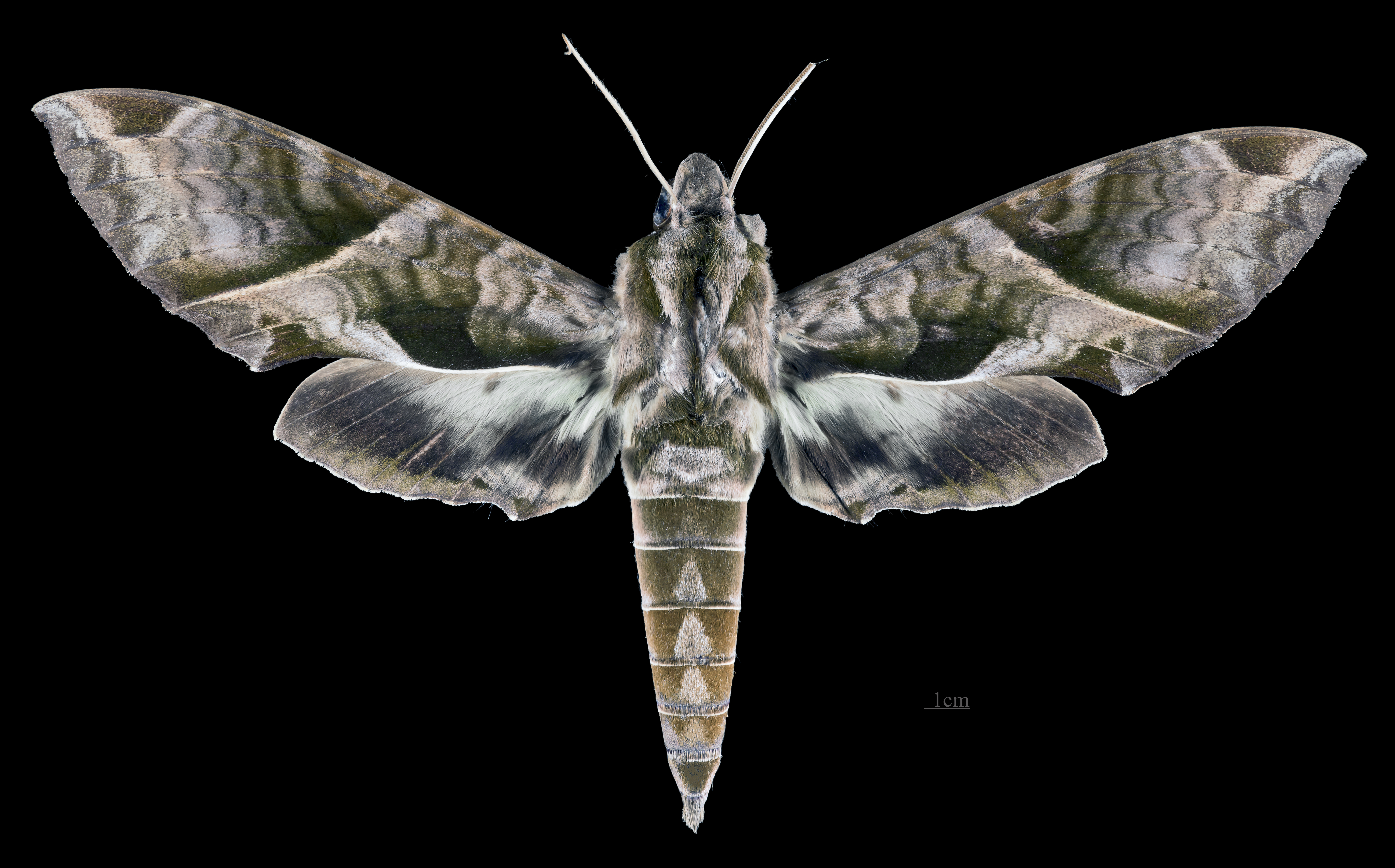
Eumorpha anchemolus
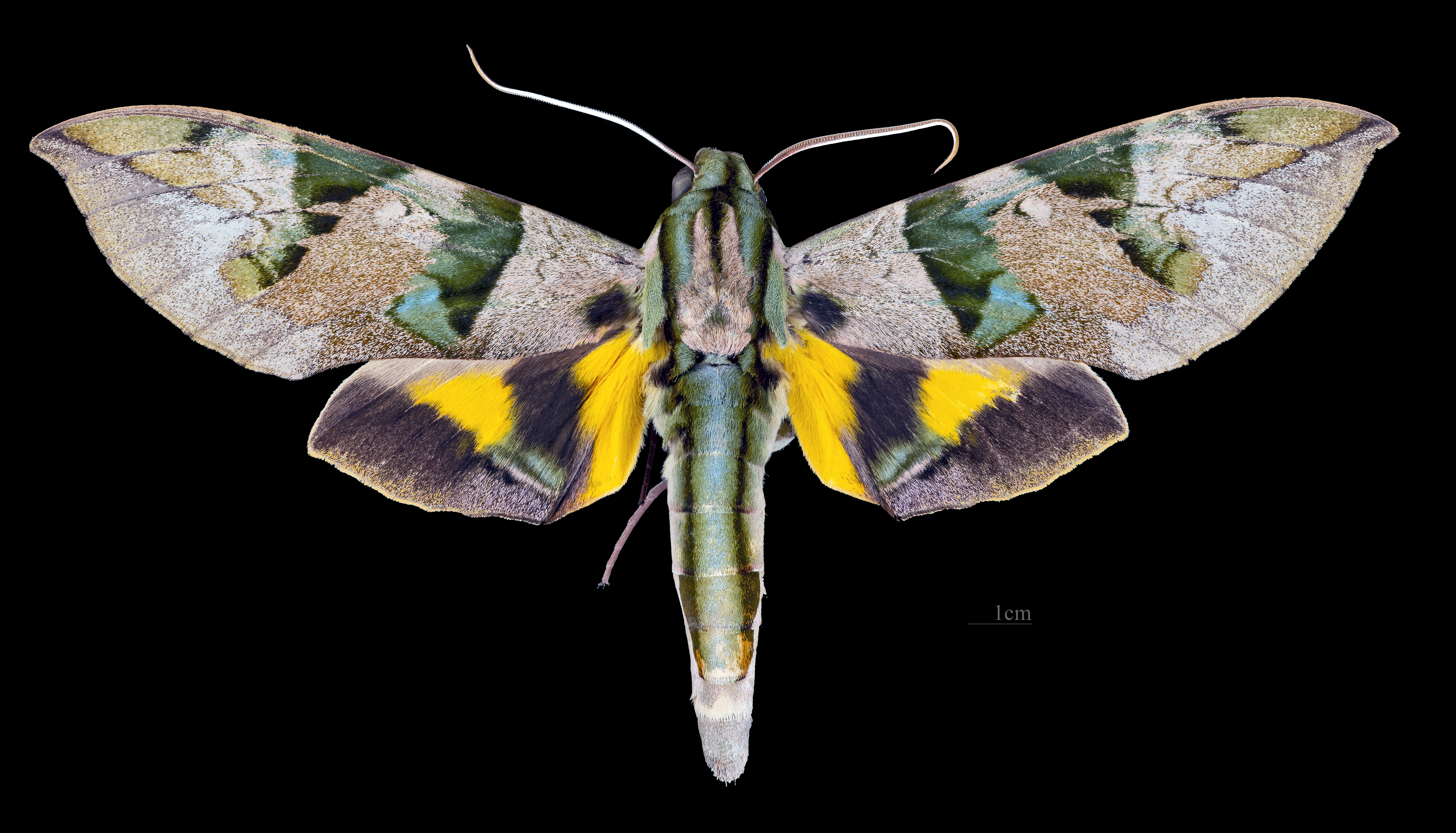
Eumorpha capronnieri
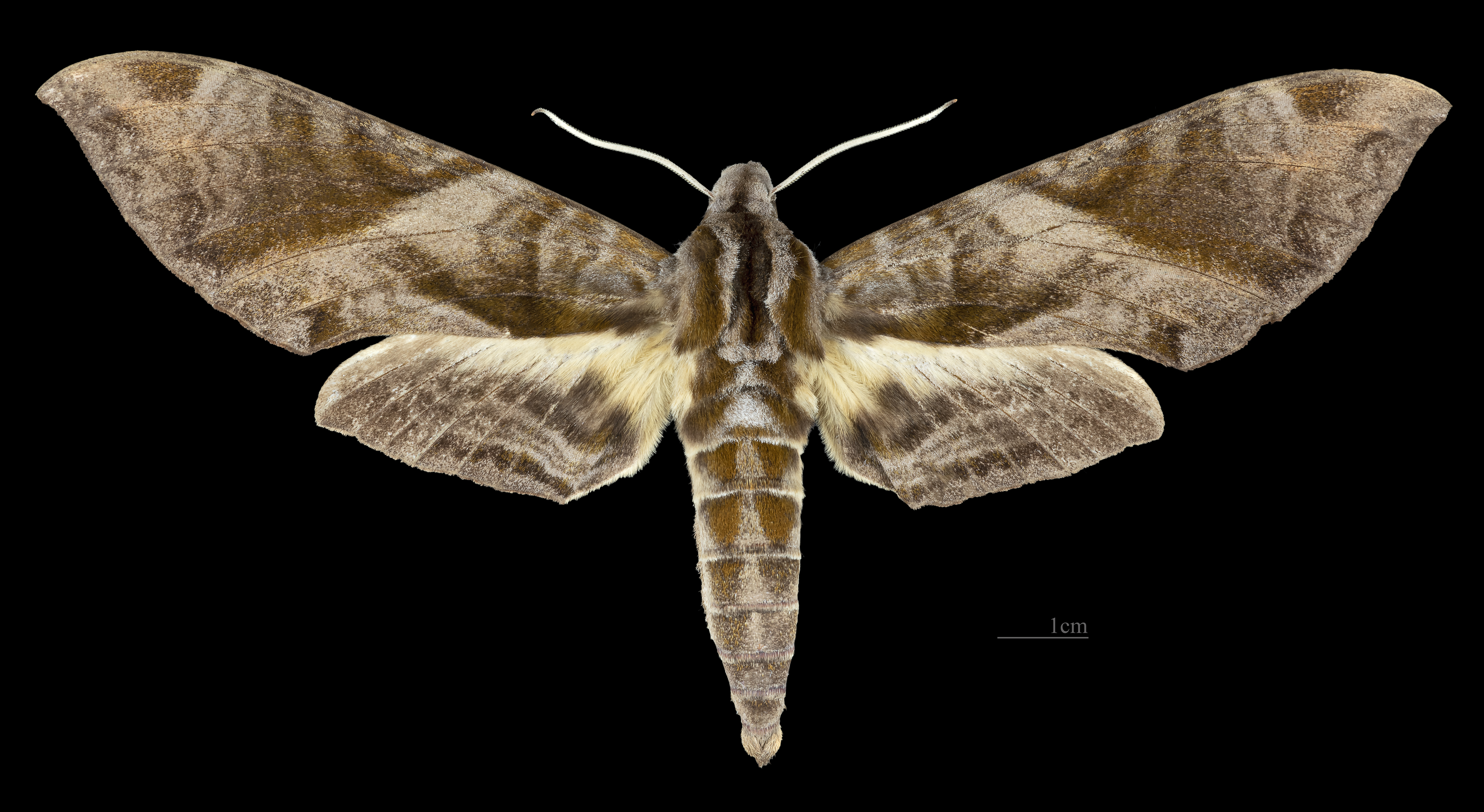
Eumorpha cissi
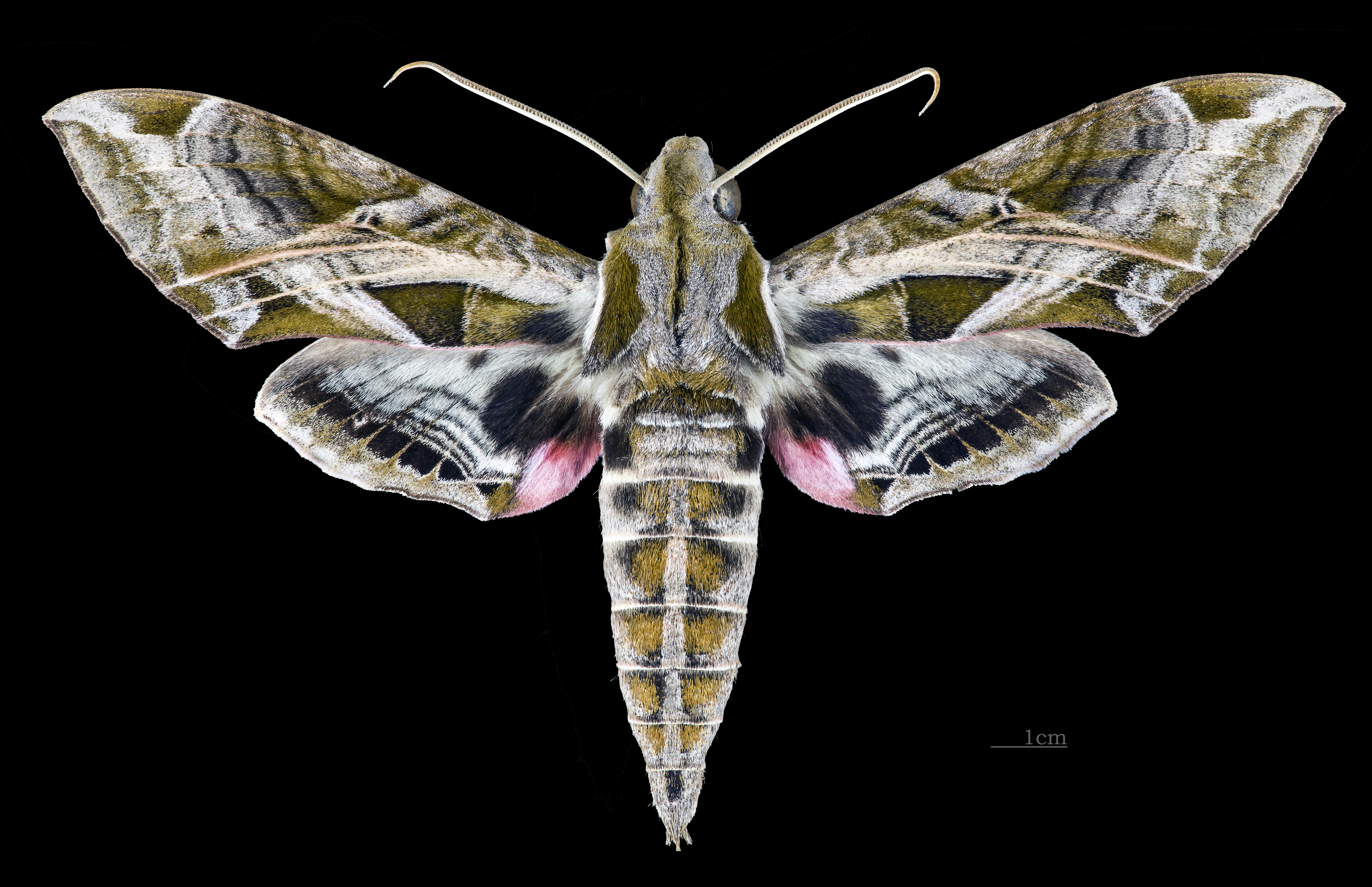
Eumorpha drucei
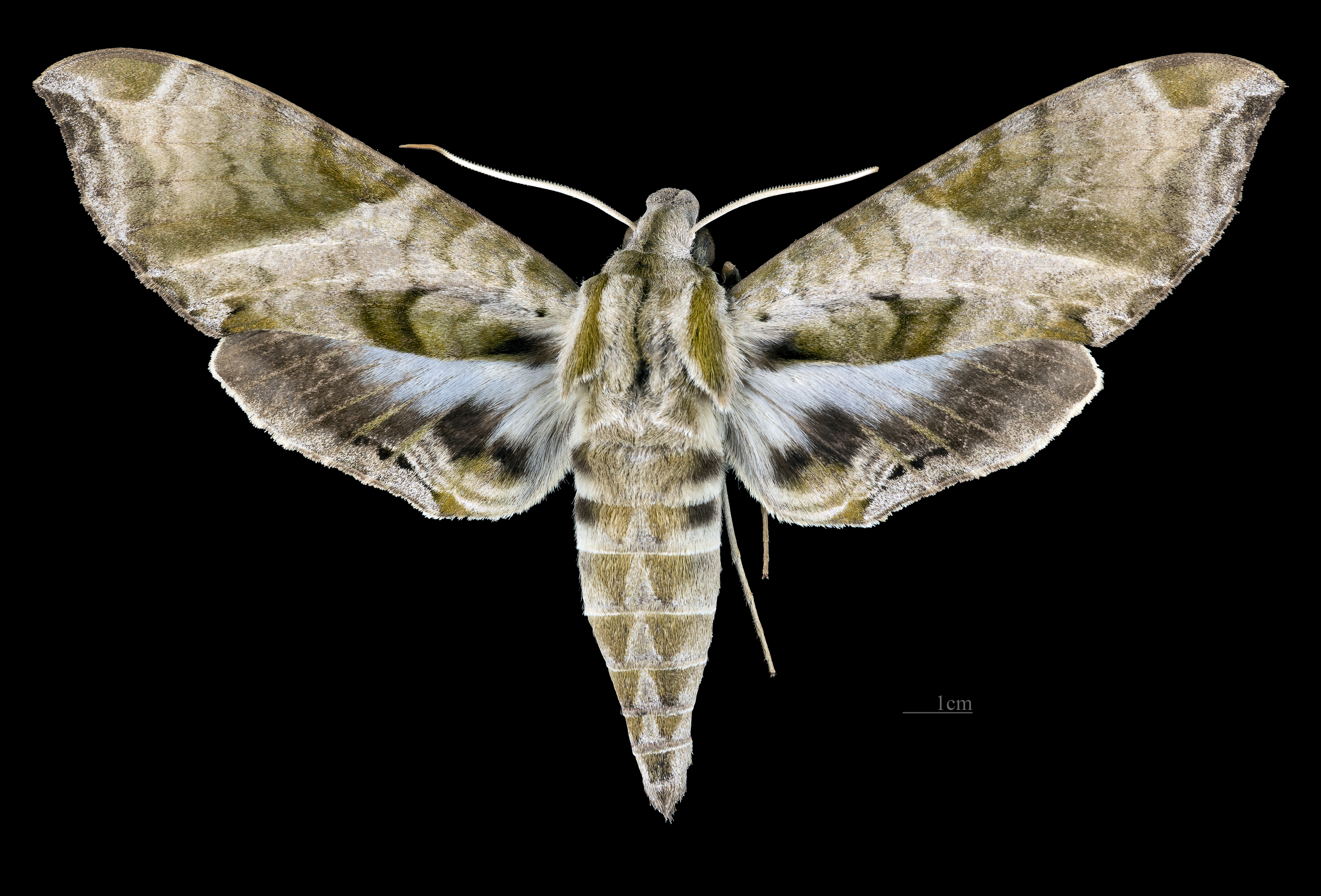
Eumorpha elisa
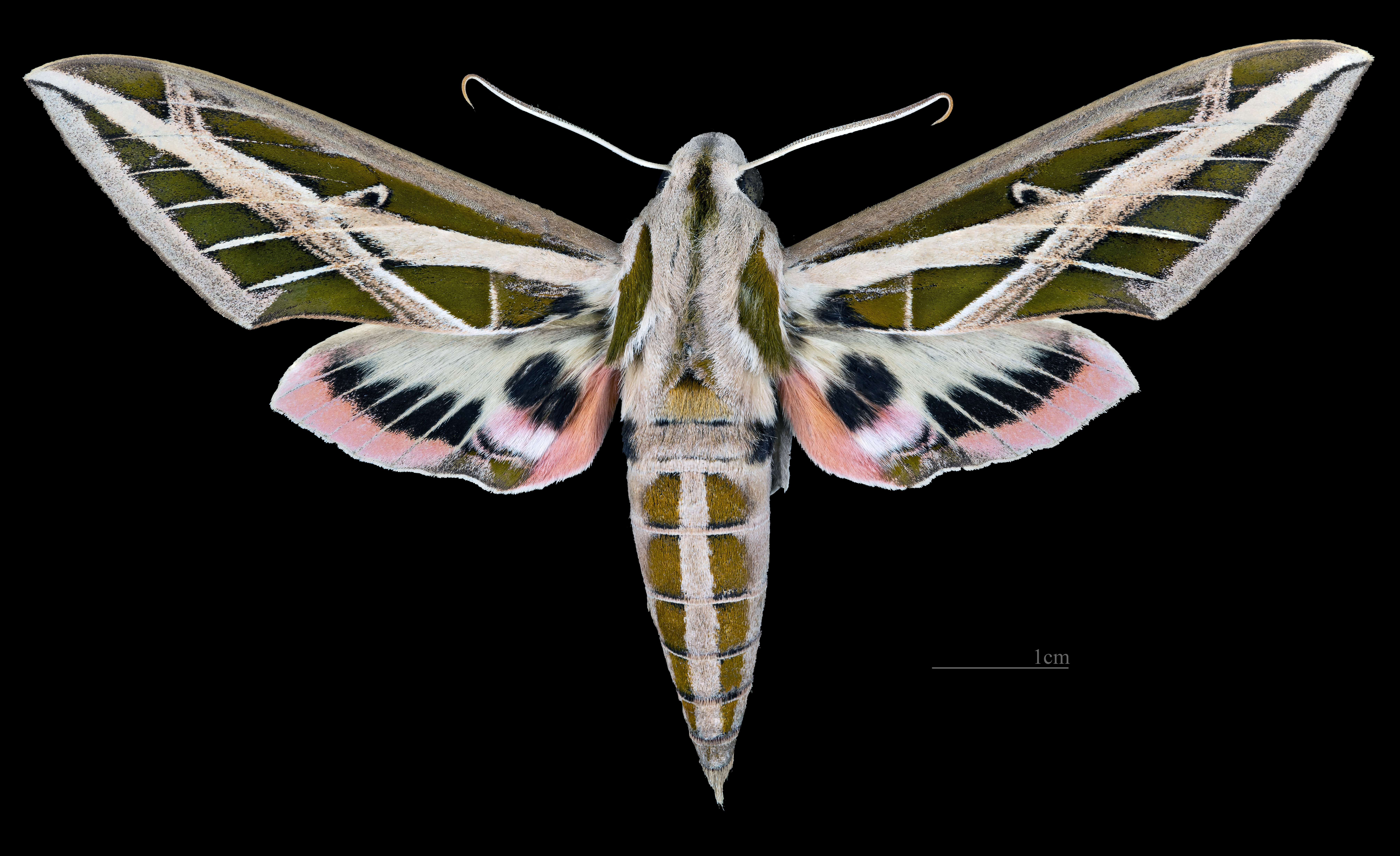
Eumorpha fasciata
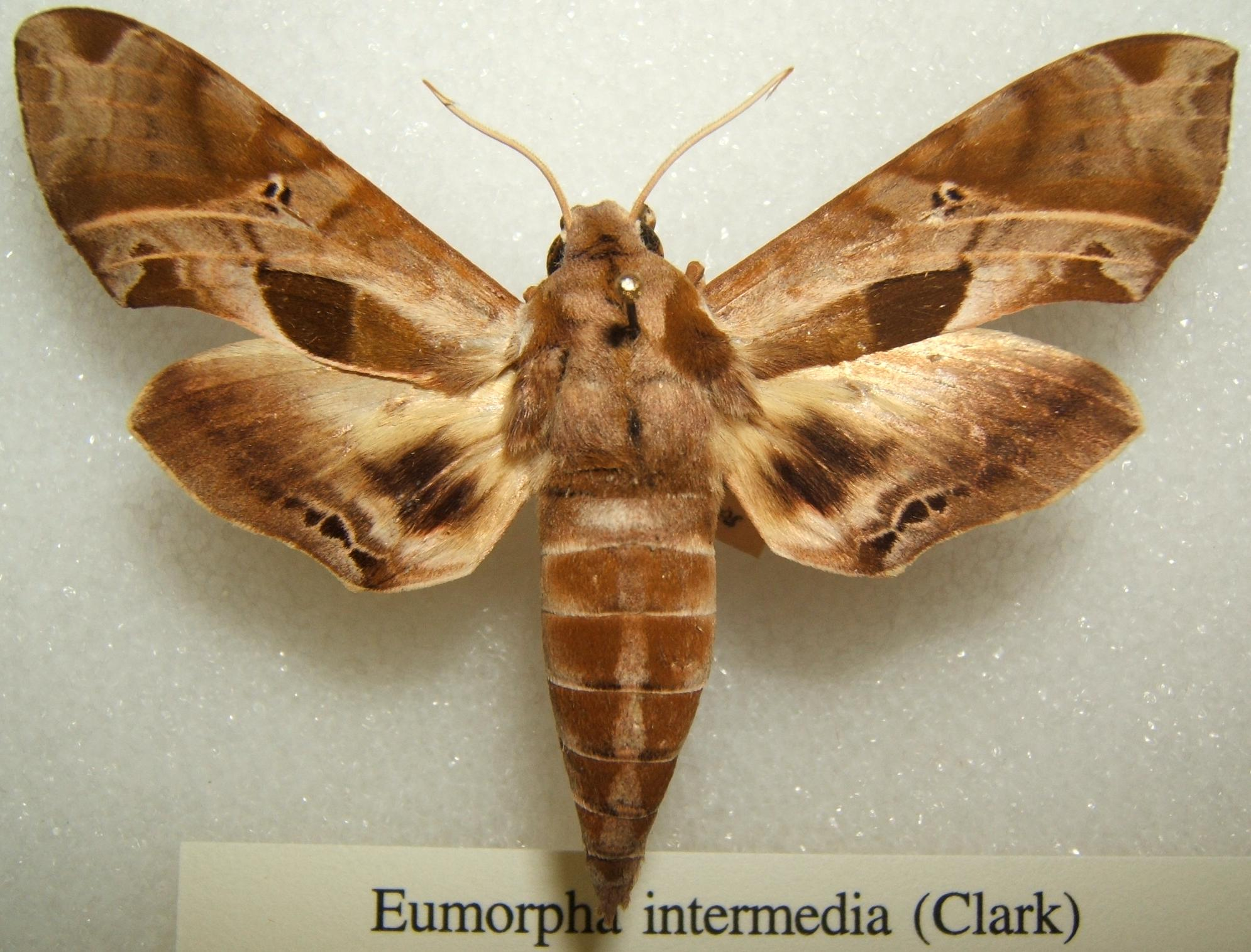
Eumorpha intermedia
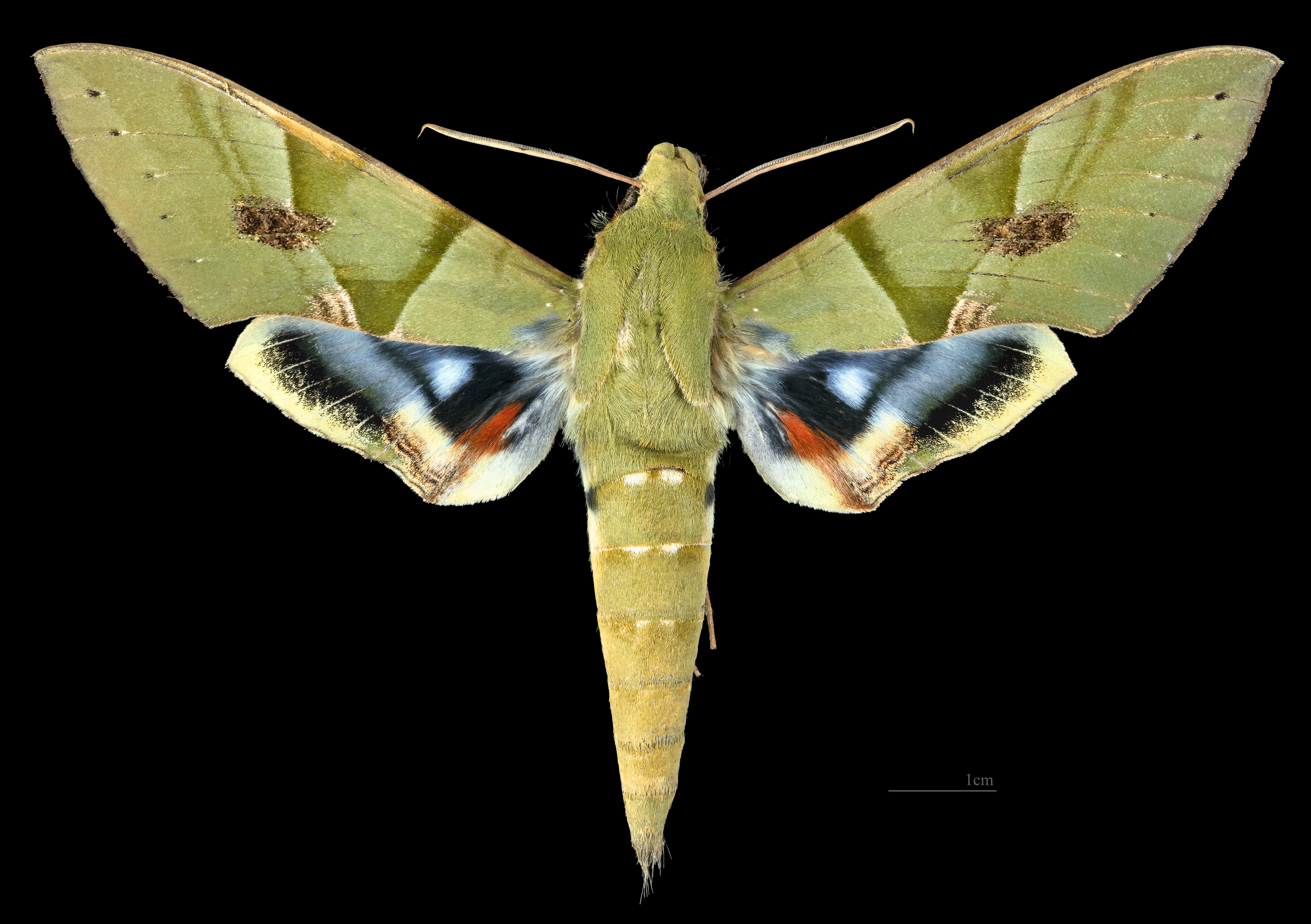
Eumorpha labruscae
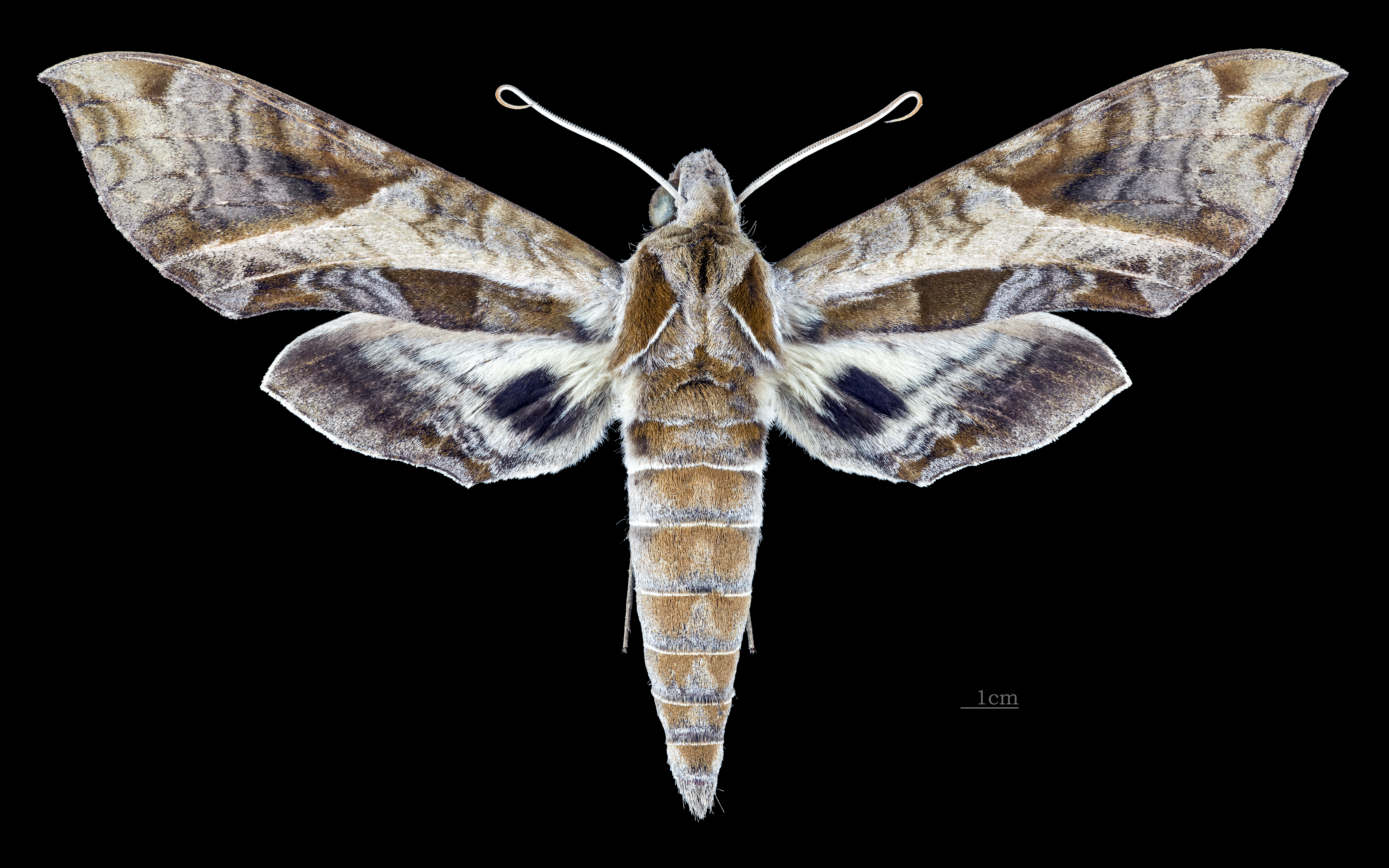
Eumorpha megaeacus
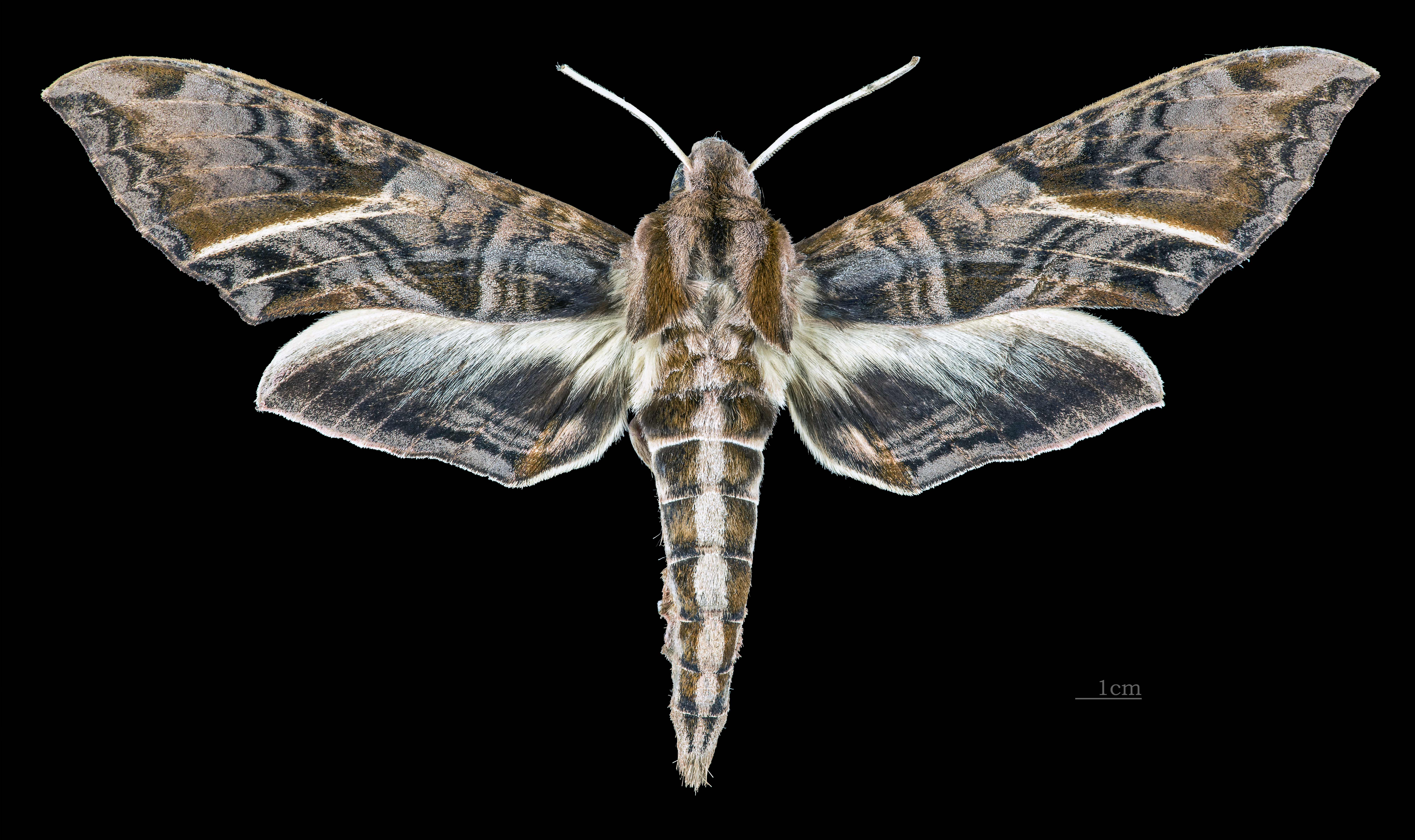
Eumorpha neuburgeri
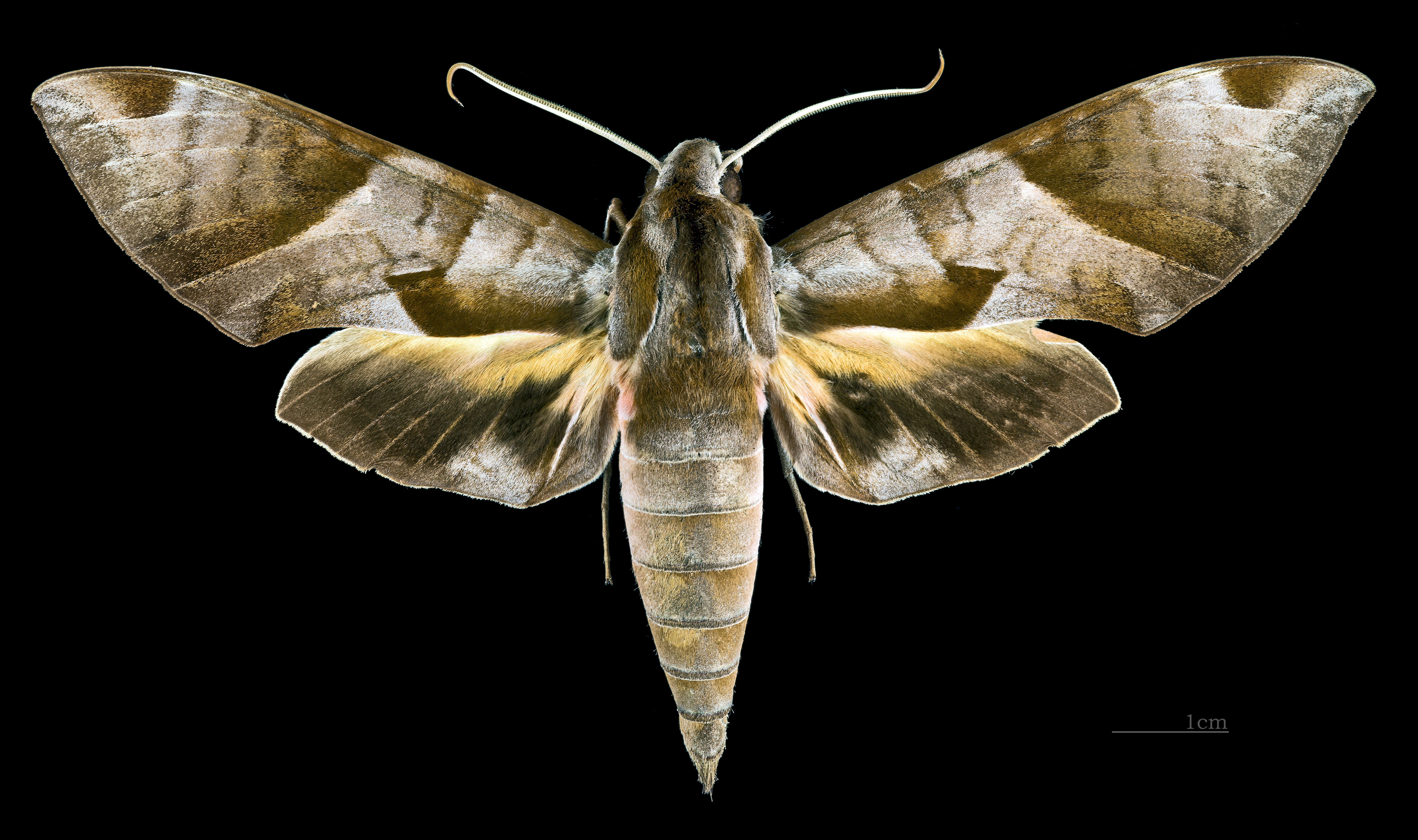
Eumorpha obliquus
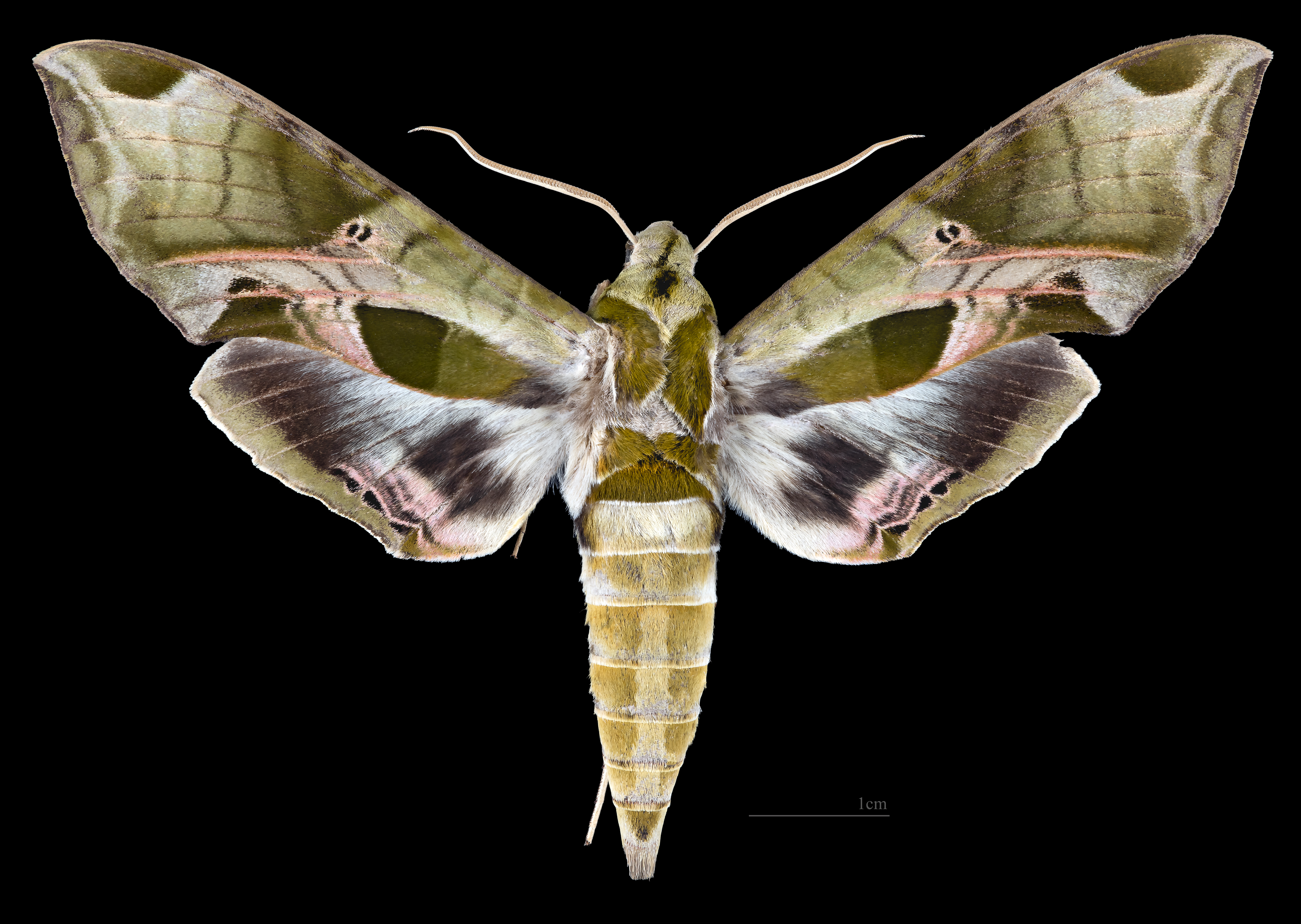
Eumorpha pandorus
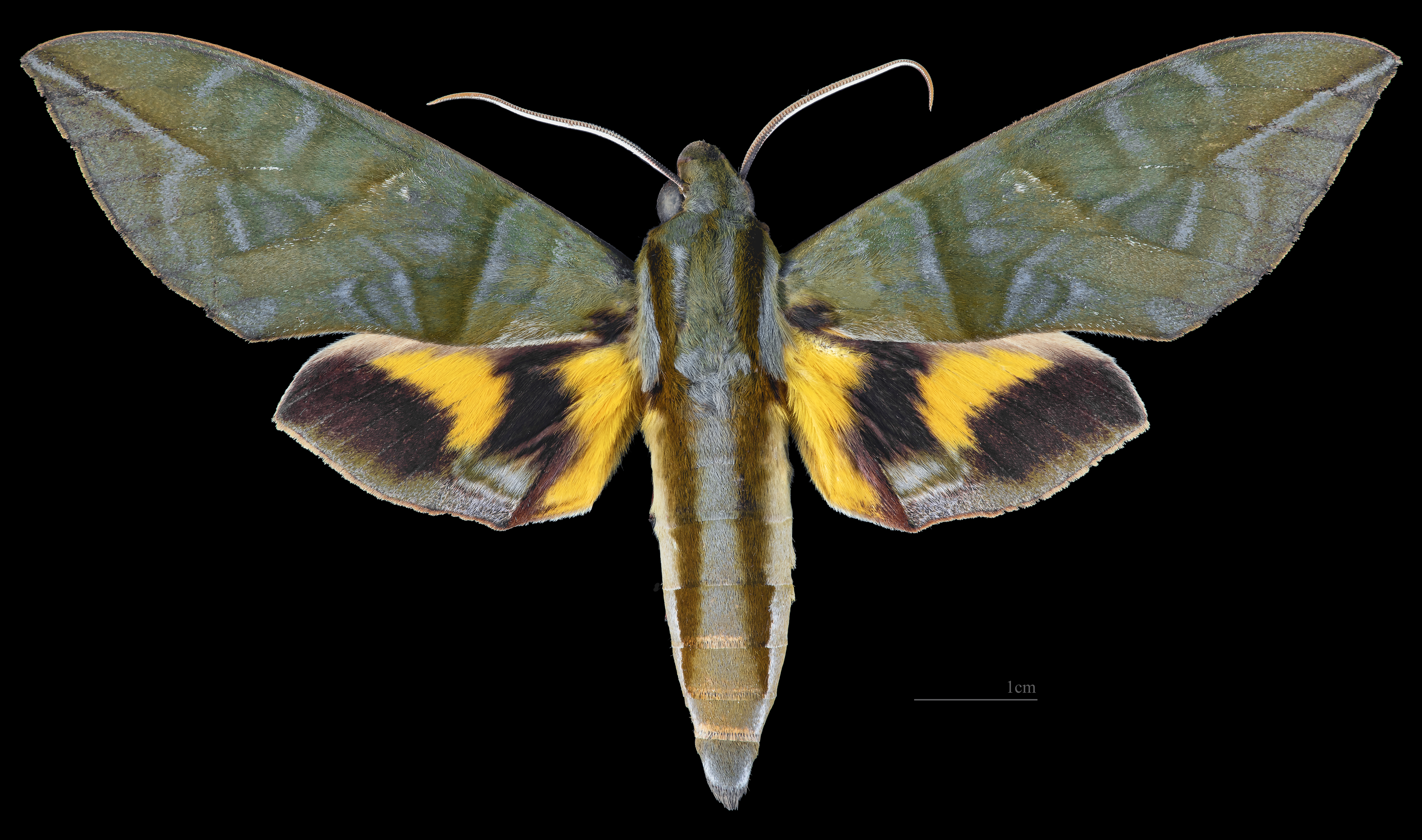
Eumorpha phorbas
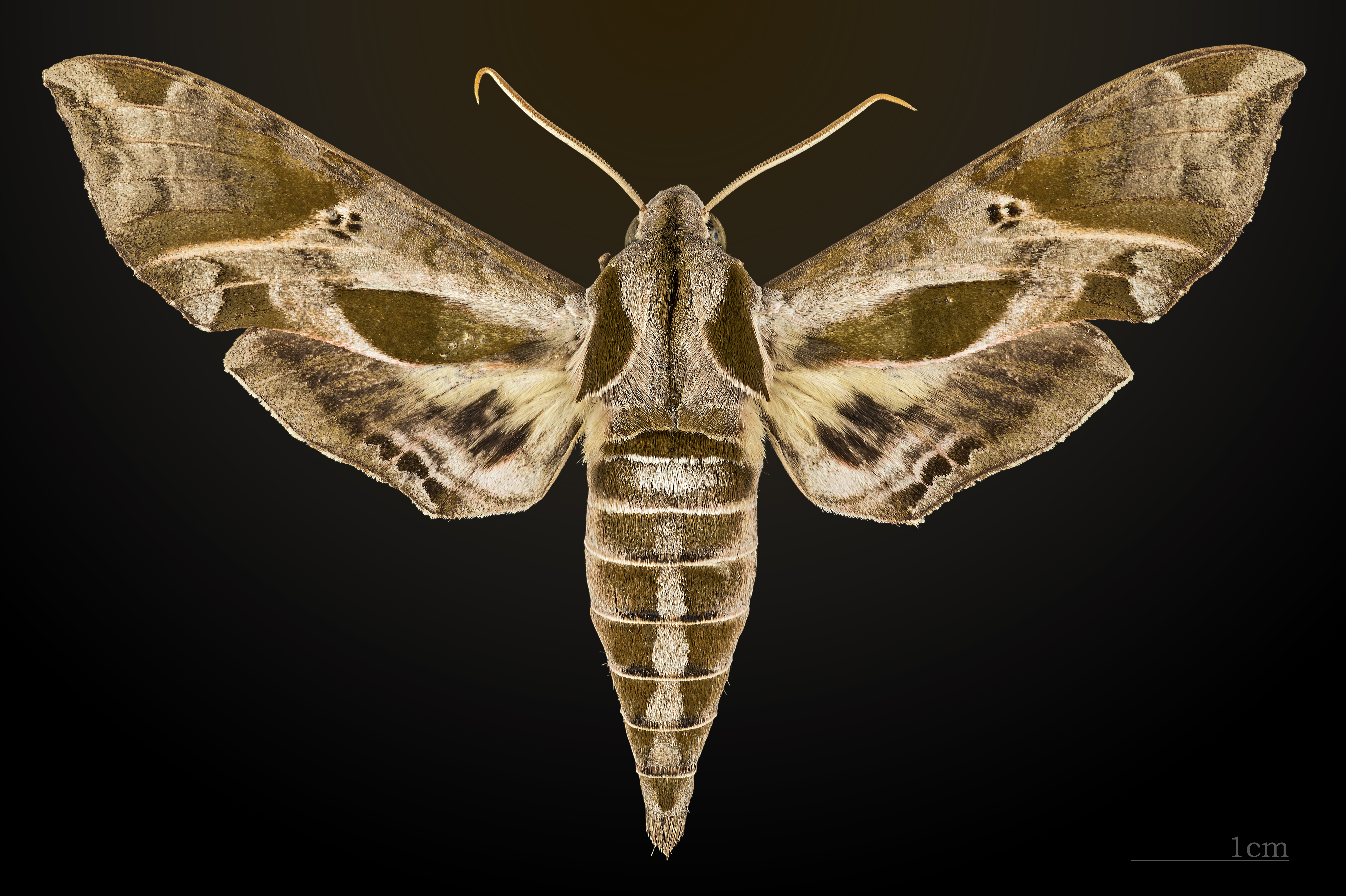
Eumorpha satellitia
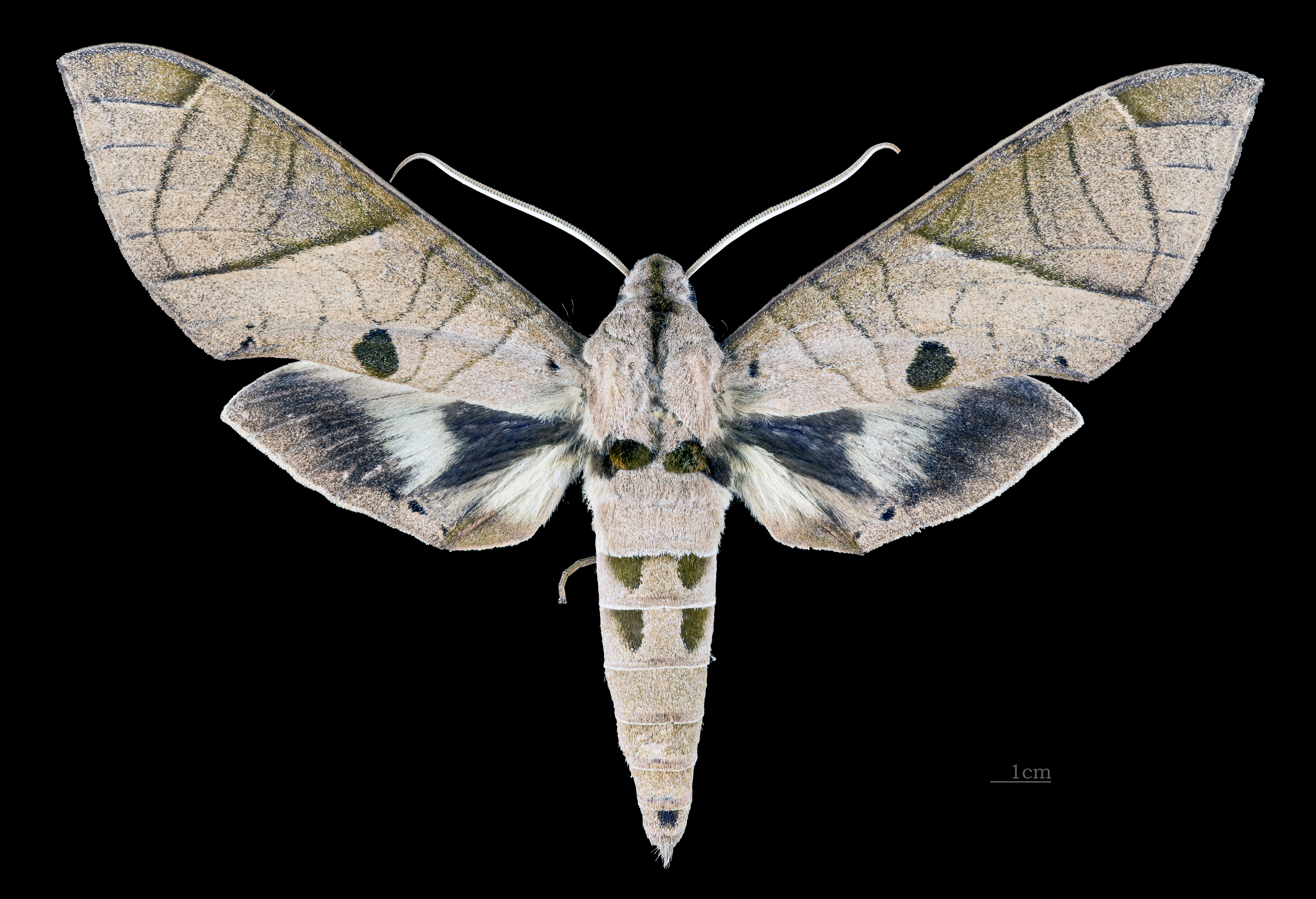
Eumorpha translineatus
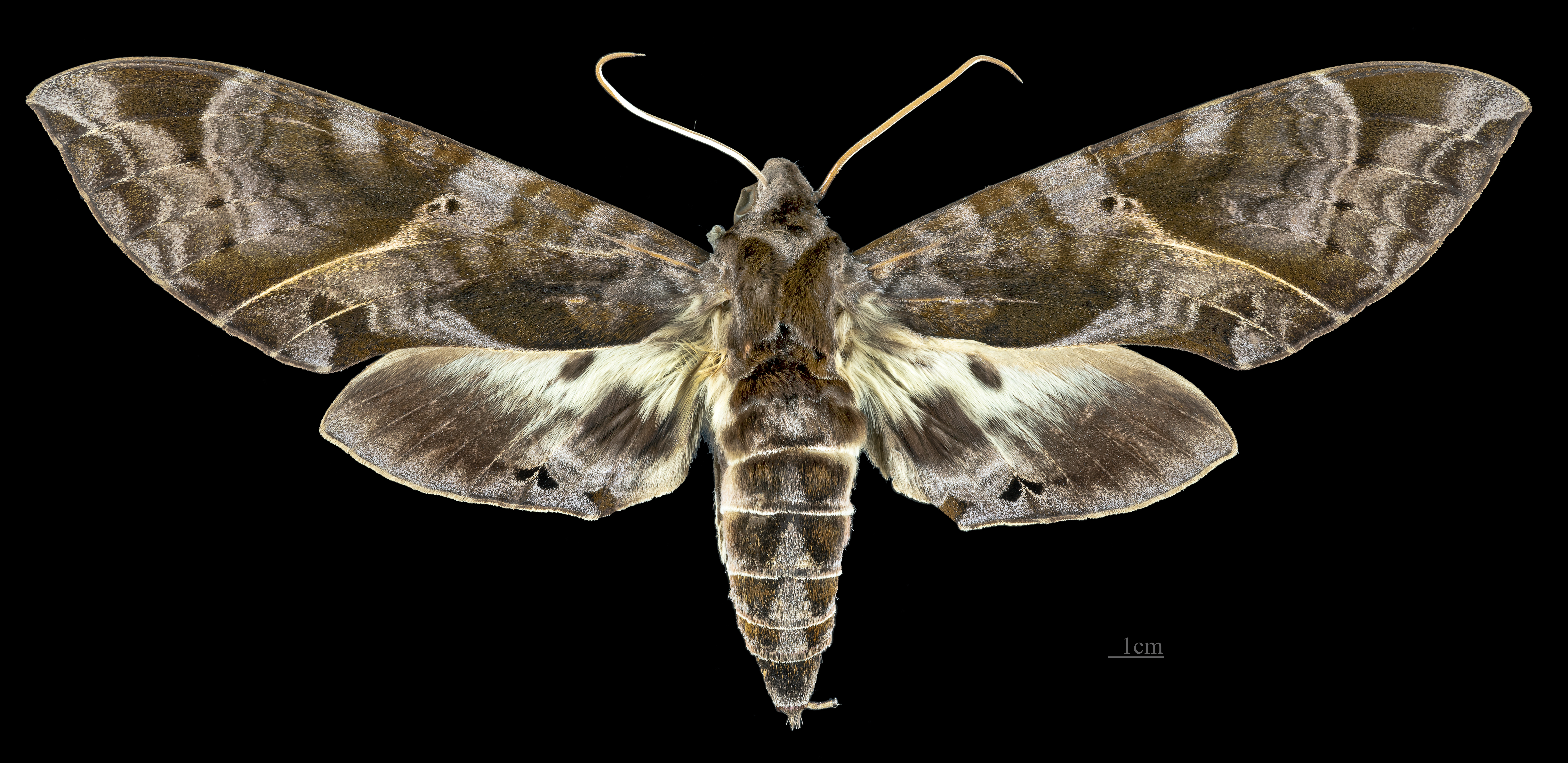
Eumorpha triangulum
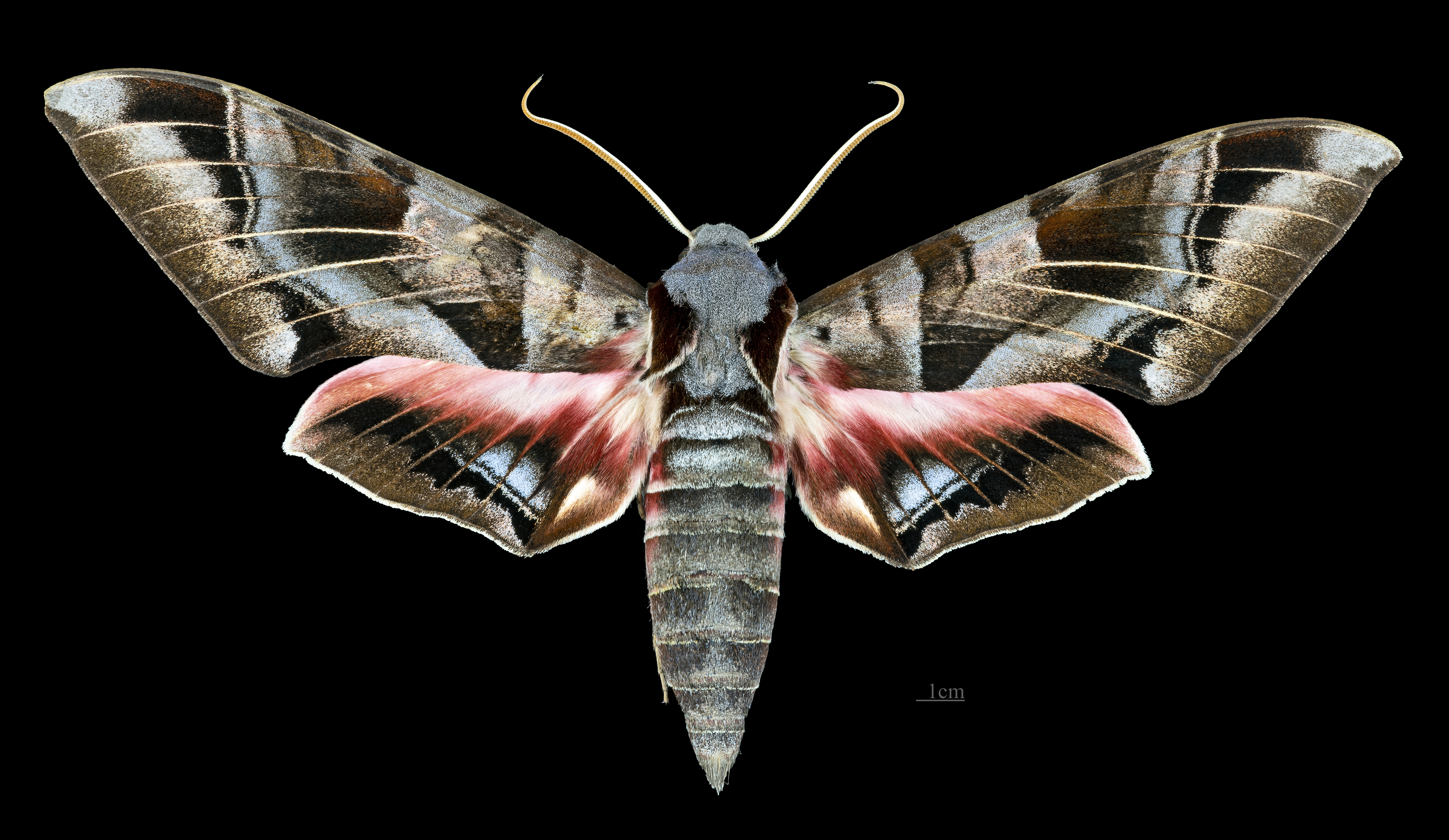
Eumorpha typhon
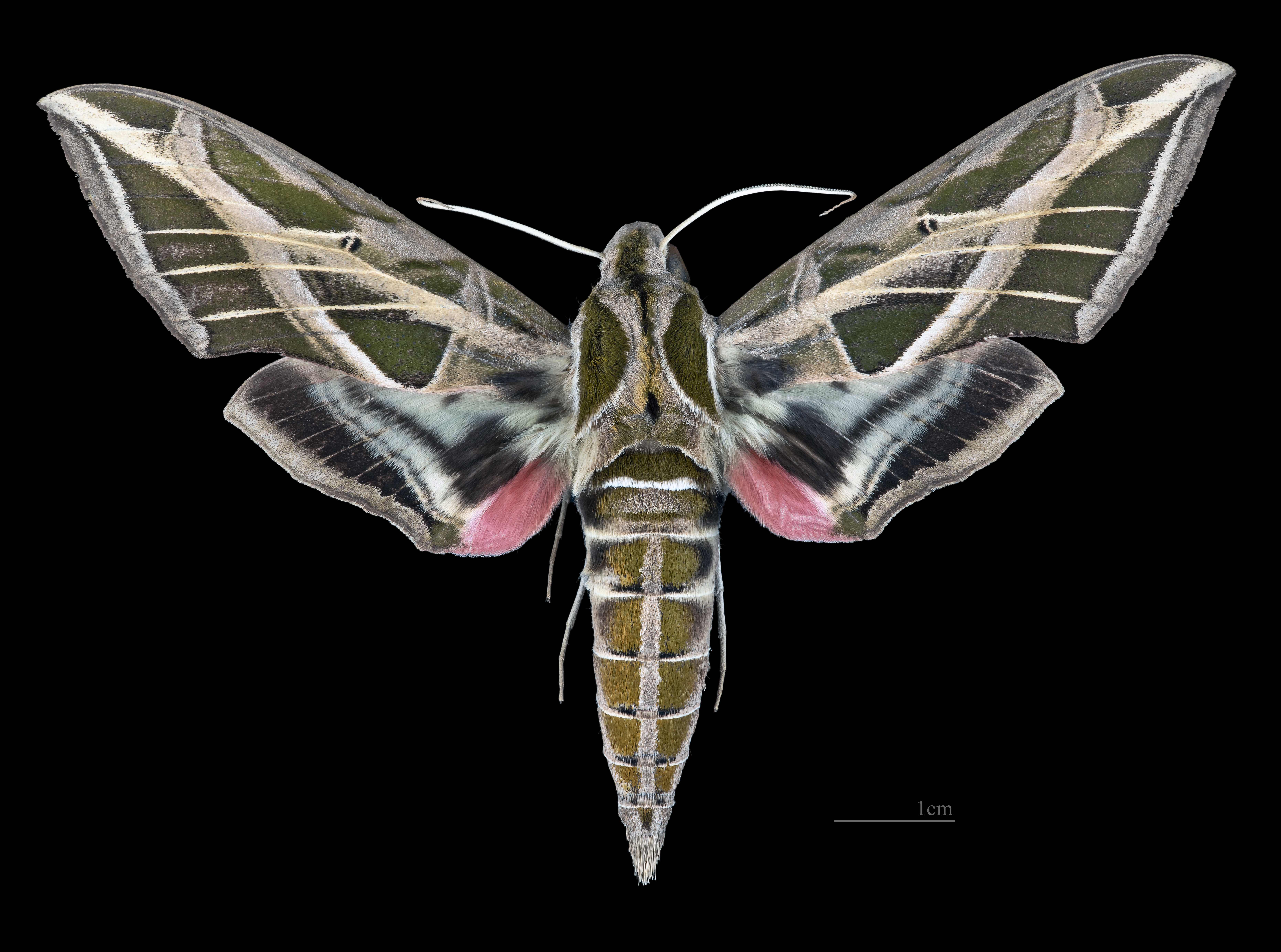
Eumorpha vitis